# إدوين سترينجهام
إدوين جون سترينجهام (11 يوليو 1890-30 يونيو 1974) هو ملحن أمريكي.

## حياة
سترينجهام من مواليد كينوشا بولاية ويسكونسن. حصل على درجة البكالوريوس في الموسيقى من جامعة نورث وسترن، ودكتوراه في الموسيقى من جامعة دنفر، ودكتوراه في التدريس من جامعة سينسيناتي. درس أيضًا في الأكاديمية الملكية في روما، والأكاديمية الإيطالية، وجامعة ميونيخ.  توفي في تشابل هيل بولاية كارولينا الشمالية.

## حياة مهنية
أمضى سترينجهام الكثير من الوقت في كولورادو قبل أن ينتقل إلى مدينة نيويورك، حيث عمل في هيئة التدريس في كلية المعلمين بجامعة كولومبيا. حتى عام 1947، كان مديرًا لتعليم الموسيقى في الجامعة الأمريكية للجيش الأمريكي في بياريتز بفرنسا. كان معظم إنتاجه أوركسترا، وكثيرا ما كان يبهر أعماله بعناصر من موسيقى الجاز. من بين الأوركسترا التي عزفت عمله كانت أوركسترا شيكاغو السيمفونية.

## سياسة
في أواخر الأربعينيات من القرن الماضي، أعلن سترينجهام أن الحزب الشيوعي كان يخلق توترات بين السود والبيض في الولايات المتحدة، وخصص بول روبسون كعضو قيادي في مجموعة شيوعية تسعى إلى تقسيم البلاد على أسس عرقية.